# Ridogalih (Cibarusah)
Ridogalih is een bestuurslaag in het regentschap Bekasi van de provincie West-Java, Indonesië. Ridogalih telt 5347 inwoners (volkstelling 2010).